# 多枝蘚
多枝蘚（学名：Haplohymenium sieboldii）为羽蘚科多枝蘚屬下的一个种。

## 扩展阅读
- 維基物種上的相關：多枝蘚